# La Couturière (Valadon)
Pour les articles homonymes, voir La Couturière.
La Couturière est un tableau réalisé en 1914 par la peintre française Suzanne Valadon. Cette huile sur toile est une scène de genre qui représente une couturière s'affairant sur la robe d'une petite fille debout près d'une fenêtre. Partie des collections du musée national d'Art moderne, à Paris, l'œuvre se trouve en dépôt au musée des Beaux-Arts de Limoges, à Limoges, depuis le 6 juin 1966.